# Solariella patriae
Solariella patriae is een slakkensoort uit de familie van de Solariellidae. De wetenschappelijke naam van de soort is voor het eerst geldig gepubliceerd in 1953 door Carcelles.